# Angolanisch-schwedische Beziehungen
Die angolanisch-schwedischen Beziehungen umfassen die bilateralen Beziehungen zwischen Angola und Schweden.
Seit der positiven Haltung Schwedens gegenüber den Befreiungsbewegungen in Angola im Portugiesischen Kolonialkrieg (1961–1975) und seine danach verstärkte Entwicklungshilfe dort gilt die Beziehung als gut.

## Geschichte
Im 17. Jahrhundert unterhielt Schweden eine Zeit lang kleinere Kolonien in Afrika. Jedoch fuhren schwedische Handelsschiffe kaum weiter südlich als an die Schwedischen Besitzungen an der Goldküste in Westafrika, so dass sie nur selten nach Angola kamen, das als Portugiesische Kolonie regen Warenaustausch mit dem europäischen Mutterland unterhielt, vorbei an den portugiesischen und schwedischen Stützpunkten an der Westküste Afrikas.
1961 brach in Angola der Portugiesische Kolonialkrieg aus. Die schwedischen Missionare, die auch in Angola tätig waren, galten dabei überwiegend als Sympathisanten und teils auch als Unterstützer der Unabhängigkeitsbewegungen.
1970 begann Schweden im Rahmen seiner Entwicklungspolitik erste Entwicklungshilfeprojekte in der damals noch portugiesischen Kolonie. Das skandinavische Land unterhielt zeitweise soviele Entwicklungsprojekte in verschiedenen Bereichen, dass die schwedische Botschaft in Luanda zu einer der größten Auslandsvertretungen Schwedens wurde. Nachdem 2010 die letzten Projekte ausliefen, schrumpfte die diplomatische Vertretung zu einer der kleinsten, mit einem Botschafter und nur drei lokalen Botschaftsangestellten. Seither sind die wirtschaftlichen Beziehungen das Hauptaugenmerk der Botschaftsaktivitäten, beziehungsweise der angolanisch-schwedischen Beziehungen insgesamt. Seit Jahren gehört Angola nun zu den 26 wichtigsten Ländern der schwedischen Außenhandelspolitik.
Im Februar 2020 vereinbarten beide Länder einige Kooperationen, etwa im Ausbau der Erneuerbaren Energien oder der digitalen Kommunikationen und der Onlinedienste, vor allem aber die Entsendung schwedischer Fachleute zur Ausbildung der staatlichen Anti-Korruptionsbehörde IGAE (Inspecção Geral da Administração do Estado). Ewa Polano, die 2019 angetretene schwedische Botschafterin in Angola, leitete die schwedische Kommission in den Verhandlungen.

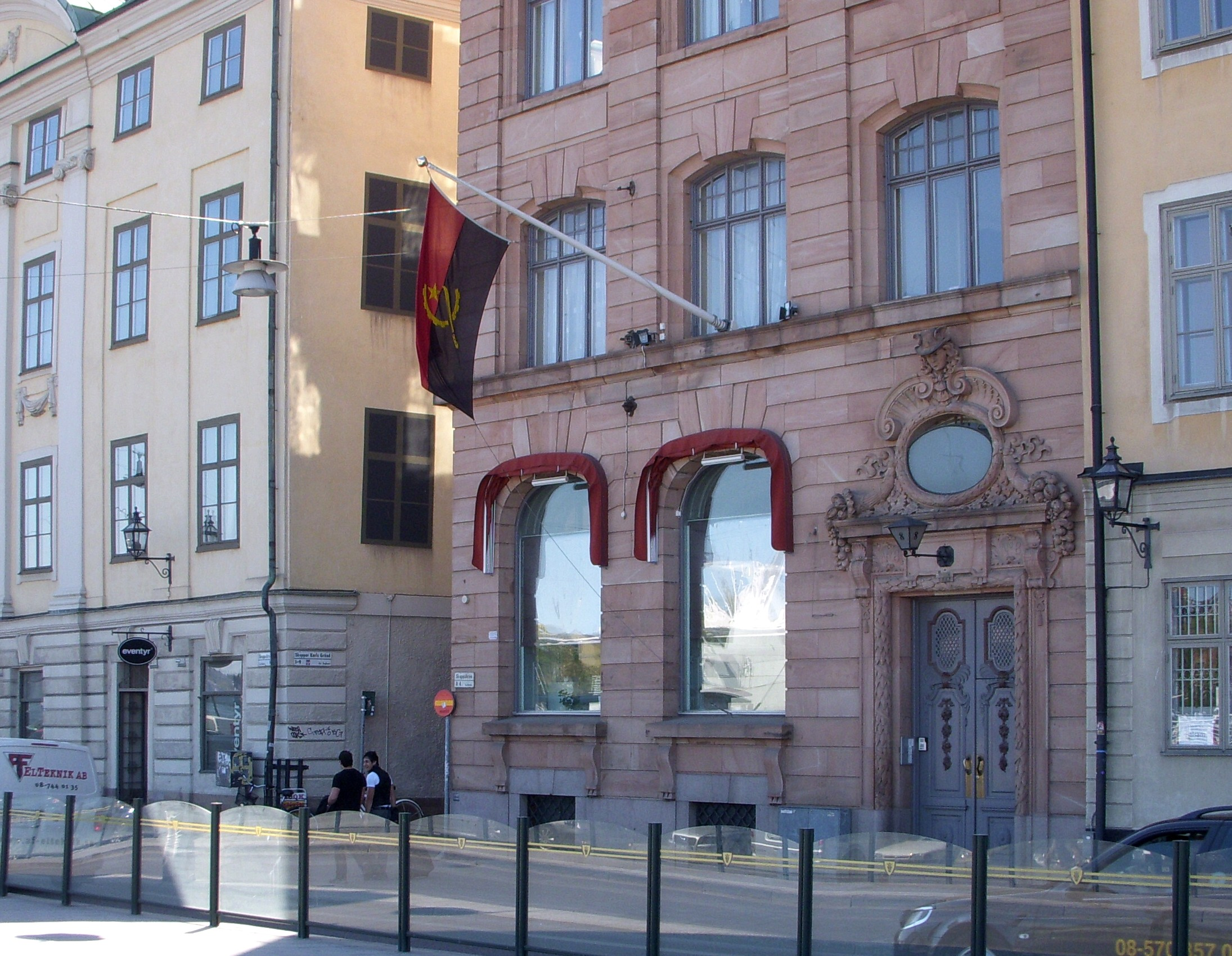
Die angolanische Botschaft in Stockholm (2009)

## Diplomatie
Angola unterhält eine Botschaft in der schwedischen Hauptstadt Stockholm.
Schweden unterhält eine Botschaft in der angolanischen Hauptstadt Luanda.
Gegenseitige Konsulate sind nicht eingerichtet.

## Kultur
Der bekannte schwedische Rapper Jireel stammt aus Angola und wuchs danach in Stockholm auf.

## Sport

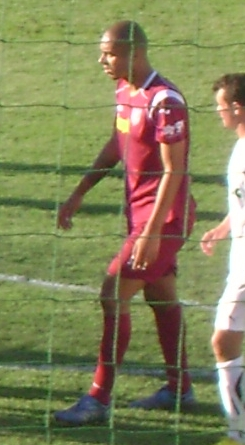
Dominique Kivuvu im Trikot des rumänischen Erstligisten CFR Cluj (2010), danach wechselte er für ein Jahr zum schwedischen Mjällby AIF

Die Angolanische und die Schwedische Fußballnationalmannschaft der Männer trafen bisher noch nicht aufeinander, auch die der Frauen nicht (Stand Februar 2020).
Spieler aus Angola treten gelegentlich auch für schwedische Klubs an, darunter angolanische Nationalspieler wie Yamba Asha, Dominique Kivuvu oder Paulo José Lopes Figueiredo.